# Physostigma venenosum
La fava del Calabar (Physostigma venenosum Balf., 1861) è una pianta della famiglia delle Fabacee.

## Descrizione
È una pianta rampicante alta fino a 15 - 20 metri relativamente simile a un grosso fagiolo, presenta foglie trifogliate e fiori di tipo papilionaceo, rosa o porpora, pendenti, disposti in racemi. Il legume matura in estate, è lungo 15–18 cm e contiene 2-3 grossi semi reniformi, lunghi 2–3 cm, rivestiti da un tegumento marrone brillante. Essi sono inodori, insipidi e molto duri.

## Distribuzione e habitat
Questa pianta cresce spontaneamente nell'Africa occidentale e centrale; prende il nome dal fiume Calabar, in Guinea, sulle cui rive cresce in abbondanza.

## Usi
In medicina viene usata per estrarre il principio attivo fisostigmina, che è un alcaloide usato come inibitore della colinesterasi, e in oculistica come miotico nel glaucoma.